# Jurków (powiat bolesławiecki)
Jurków (niem. Georgenthal) – wieś w Polsce położona w województwie dolnośląskim, w powiecie bolesławieckim, w gminie Warta Bolesławiecka, na Pogórzu Kaczawskim w Sudetach.

## Położenie
Jurków to niewielka wieś łańcuchowa leżąca na Pogórzu Kaczawskim, na granicy Pogórza Izerskiego na południu i Wzgórz Zalipiańskich na południu, na wysokości około 250–260 m n.p.m.

## Podział administracyjny
W latach 1975–1998 miejscowość administracyjnie należała do województwa legnickiego.